# Bakio
Bakio è un comune spagnolo di 1 727 abitanti situato nella comunità autonoma dei Paesi Baschi.

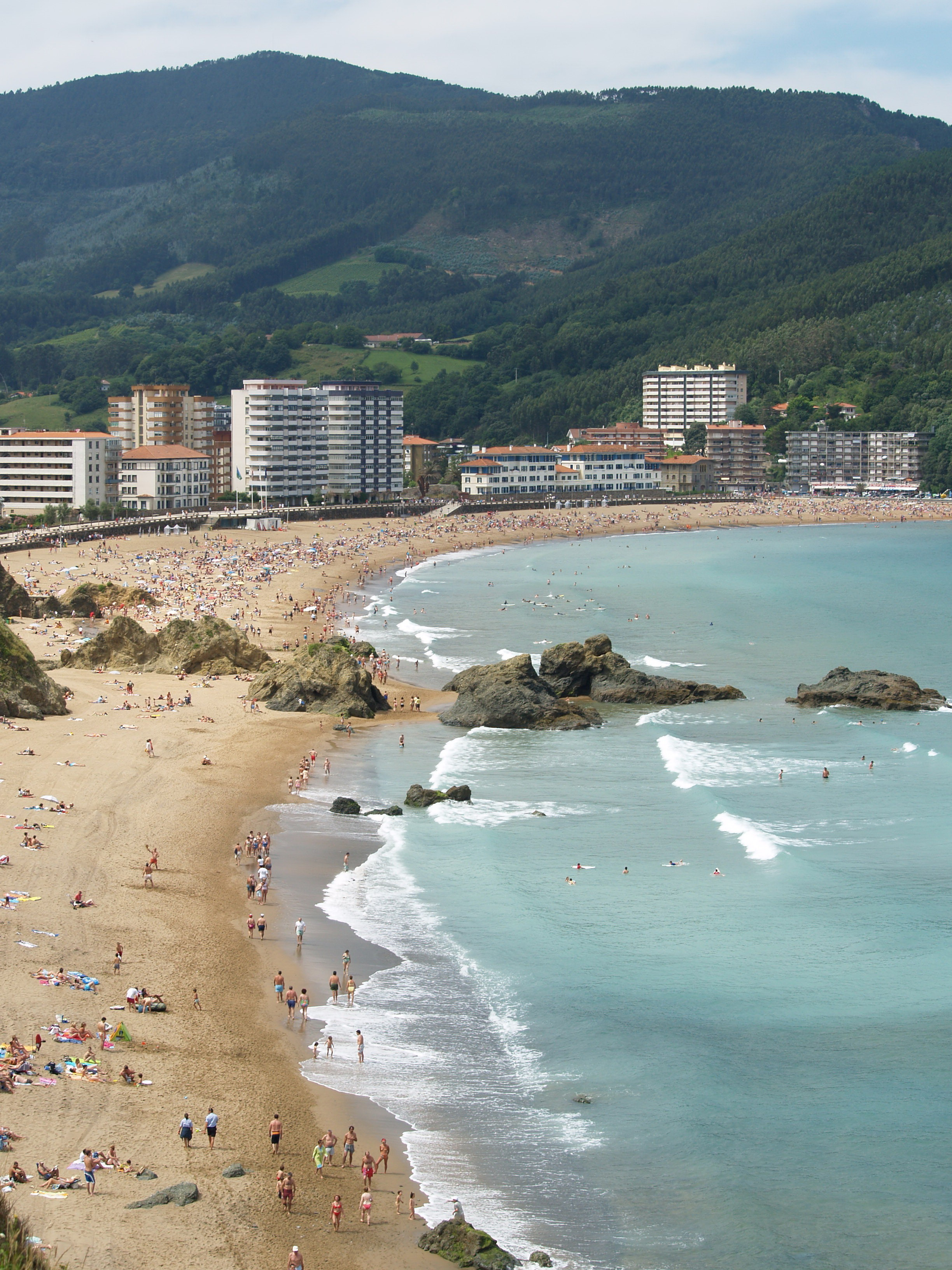
spiaggia di Bakio